# Export (EP)
Export è il secondo EP del rapper italiano Tony Boy, pubblicato il 22 dicembre 2023 dalla Warner Music Italy.

## Tracce
1. Sono così – 2:28
2. Si si – 2:44
3. Guerra – 2:50
4. My Dawg – 2:35
5. Shottini di Lean – 1:50
6. Vienitela a prendere – 2:48
7. Medico – 3:15